# Catherine Salviat
Catherine Salviat, née le 21 janvier 1947 à Paris, est une comédienne française.
Entrée à la Comédie-Française en 1969, elle en est sociétaire depuis 1977 et sociétaire honoraire depuis le 1er janvier 2006. Au cours de sa carrière, elle a joué de nombreuses œuvres appartenant surtout au répertoire classique ainsi que pour la télévision dans Au théâtre ce soir et pour le cinéma surtout après l'an 2000. Elle est reconnue pour ses rôles tout en sensibilité et poésie.

## Biographie
Née à Paris, elle est la fille de Léone Mail, danseuse à l'Opéra de Paris, et du comédien (mais aussi sociétaire honoraire et metteur en scène) Robert Manuel. Son nom de naissance est en fait Catherine Manuel. Elle est également la sœur de Christine Murillo (qui est aussi devenue comédienne).
Elle est élève au lycée Molière à Paris, puis passe une licence d’espagnol. Elle se forme au métier d'actrice dans les cours de Raymond Girard, puis au Conservatoire national supérieur d'art dramatique, concours juillet 1969, et classes de Fernand Ledoux et de Maurice Jacquemont.
Elle obtient un 1er Prix de Comédie classique dans le rôle d'Angélique de l'Épreuve, Marivaux, et 1er accessit de Comédie moderne dans le rôle de Jeanne de Sainte Jeanne, George Bernard Shaw.
Ces prix obtenus au Conservatoire lui permettent d'entrer à la Comédie-Française le 1er septembre 1969. Elle joue dans un premier temps des second rôles, des rôles d'ingénue ou de soubrette. Elle devient sociétaire le 1er janvier 1977. C'est le 461e sociétaire. Elle est remarquée par ses interprétations à plusieurs reprises. Elle se voit attribuer un Molière en 1988 pour un second rôle dans Dialogues des carmélites, de Georges Bernanos, mis en scène par Gildas Bourdet. Finalement, elle doit quitter la Comédie-Française en décembre 2005, au même moment que Catherine Ferran et Alain Pralon, trois personnalités de cette maison y ayant effectué un long parcours. Elle devient sociétaire honoraire le 1er janvier 2006 tout en se voyant proposer de nouveaux rôles au Français comme sur d'autres scènes, en pièce classique ou contemporaine.
Pour elle et sa sœur, Pierre Notte a écrit aussi une pièce, créée en 2009, Deux petites dames vers le Nord, mise en scène par Patrice Kerbrat. Outre le théâtre, elle a joué également dans des téléfilms, des séries ou des films. On l'aperçoit pour la première fois au cinéma en 1980 dans un film à sketch, Les Séducteurs (dans le sketch réalisé par Édouard Molinaro). Mais elle y a joué plusieurs fois, y compris après son départ de la Comédie-Française, comme dans le film sorti en 2011, Omar m'a tuer (film), réalisé par Roschdy Zem, où elle interprète le personnage d'une autre personnalité féminine, Hélène Carrère d'Encausse,.

## Théâtre

### Comédie-Française
- Troisième Sœur, Cyrano de Bergerac, Edmond Rostand, mise en scène de Jacques Charon, 24 mai 1967
- La Bouquetière, Cyrano de Bergerac, Edmond Rostand, mise en scène Jacques Charon, 6 avril 1968
- Cinquième Sœur, Cyrano de Bergerac, Edmond Rostand, mise en scène Jacques Charon, 6 avril 1968
- Salomith, Athalie, Jean Racine, mise en scène Maurice Escande, 3 octobre 1968
- Hyacinthe, Les Fourberies de Scapin, Molière, mise en scène Jacques Charon
- Rosine, Le Barbier de Séville, Beaumarchais, mise en scène Jean-Claude Arnaud
- Cécile, Il ne faut jurer de rien, Alfred de Musset, mise en scène Michel Duchaussoy, 28 septembre 1970
- la Danseuse, Le Songe, August Strindberg - Maurice Clavel, mise en scène Raymond Rouleau, 30 novembre 1970
- Mademoiselle Molière, L'Impromptu de Versailles, Molière, mise en scène Pierre Dux, 22 janvier 1971
- Julie Cervelat, La Jalousie, Sacha Guitry, mise en scène Michel Etcheverry, 19 avril 1971
- Fanchette, Le Mariage de Figaro, Beaumarchais, mise en scène Jean Meyer, 16 juin 1971
- Angélique, L'Épreuve, Marivaux, 15 juillet 1971 ; reprise, mise en scène Jean-Louis Thamin, 11 novembre 1980
- Éva, Amorphe d'Ottenburg, Jean-Claude Grumberg, mise en scène Jean-Paul Roussillon, Théâtre de l'Odéon, 8 octobre 1971
- Cathos, Les Précieuses ridicules, Molière, mise en scène Jean-Louis Thamin, 24 novembre 1971
- Angélique, Le Malade imaginaire, Molière, 1971
- Première suivante, Le Jour du retour, André Obey, mise en scène Pierre Dux, 21 janvier 1972
- Agathe, La Commère, Marivaux, mise en scène Michel Duchaussoy, 30 janvier 1972 ; reprise mise en scène Jean-Paul Roussillon, 26 janvier 1976
- Lucile, Le Bourgeois gentilhomme, Molière, mise en scène Jean-Louis Barrault, 20 décembre 1972
- Lucile, Le Médecin volant, Molière, mise en scène Francis Perrin, 11 janvier 1973
- Marianne, Tartuffe, Molière, mise en scène Jacques Charon, 16 septembre 1973
- La Fausse Concubine, C'est la guerre, Monsieur Gruber, Jacques Sternberg, mise en scène Jean-Pierre Miquel, Théâtre de l'Odéon, 7 novembre 1973
- Une invitée, La Station Champbaudet, Eugène Labiche et Marc-Michel, mise en scène Jean-Laurent Cochet, 17 décembre 1973
- Frida, Henri IV, Luigi Pirandello, mise en scène Raymond Rouleau, Théâtre de l'Odéon, 19 décembre 1973
- Isabelle, Le Légataire universel, Jean-François Regnard, mise en scène Jean-Paul Roussillon, 8 mai 1974
- Ondine, Ondine, Jean Giraudoux, mise en scène Raymond Rouleau, 1974
- Lilia Petite, La Nostalgie, camarade..., François Billetdoux, mise en scène Jean-Paul Roussillon, Théâtre de l'Odéon, 16 octobre 1974
- L'Impromptu de Marigny, Jean Poiret, mise en scène Jacques Charon, 27 novembre 1974
- Isabelle, L'École des maris, Molière, mise en scène Jean Meyer, Théâtre Marigny, 25 décembre 1974
- Lucinde, Le Médecin malgré lui, Molière, mise en scène Jean-Paul Roussillon
- Célimène, Le Misanthrope, Molière, mise en scène Jean-Luc Boutté et Catherine Hiegel, sous chapiteau à Saint-Germain-en-Laye, 4 mars 1975
- Floris, L'Île de la raison, Marivaux, mise en scène Jean-Louis Thamin, 12 avril 1975
- Berthe, Le Plus Heureux des trois, Eugène Labiche et Edmond Gondinet, mise en scène Jacques Charon, 6 octobre 1975
- Fina, Maître Puntila et son valet Matti, Bertolt Brecht, mise en scène Guy Rétoré, Théâtre Marigny, 8 mars 1976
- Abigaïl, Le Verre d'eau ou les Effets et les causes, Eugène Scribe, mise en scène Raymond Rouleau, 30 avril 1976
- Louise Strozzi, Lorenzaccio, Alfred de Musset, mise en scène Franco Zeffirelli, 4 novembre 1976
- Lucile, Paralchimie, Robert Pinget, mise en scène Yves Gasc, Petit-Odéon, 4 janvier 1977
- Jeannette, Le Renard et la grenouille, Sacha Guitry, mise en scène Jean-Laurent Cochet, 27 janvier 1978
- Lust, Mon Faust (2e acte), Paul Valéry, 13 février 1978
- Cidalise, La Nuit et le Moment, Crébillon fils, mise en scène Jean-Louis Thamin, Petit-Odéon, 14 mars 1978
- Mathilde, Un caprice, Alfred de Musset, mise en scène Michel Etcheverry, 13 mai 1978
- Aricie, Phèdre, Jean Racine, mise en scène Jacques Rosner, Festival du Marais, 29 juin 1978
- Vittoria, La Manie de villégiature, Carlo Goldoni, mise en scène Giorgio Strehler, Théâtre de l'Odéon, 12 décembre 1978
- Vittoria, Les Aventures de villégiature, Carlo Goldoni, mise en scène Giorgio Strehler, Théâtre de l'Odéon, 12 décembre 1978
- Vittoria, Le Retour de villégiature, Carlo Goldoni, mise en scène Giorgio Strehler, Théâtre de l'Odéon, 12 décembre 1978
- Mathurine, Dom Juan, Molière, mise en scène Jean-Luc Boutté, 26 mai 1979
- Troisième Femme, L'Œuf, Félicien Marceau, mise en scène Jacques Rosny, 10 novembre 1979
- Justine, L'Œuf, Félicien Marceau, mise en scène Jacques Rosny, 10 novembre 1979
- Sœur Julie, Port-Royal, Henry de Montherlant, 24 mai 1980
- Ilse, Triptyque, Max Frisch, mise en scène Roger Blin, Théâtre de l'Odéon, 15 février 1983
- Cléanthis, Amphitryon, Molière, mise en scène Philippe Adrien, 9 avril 1983
- Jeannette, Le Mystère de la charité de Jeanne d'Arc, Charles Péguy, mise en scène Jean-Paul Lucet, 24 mai 1983
- Mademoiselle Beaulieu, Est-il bon ? Est-il méchant ?, Denis Diderot, mise en scène Jean Dautremay, 3 mars 1984
- Judth, Les Corbeaux, Henry Becque, mise en scène Jean-Pierre Vincent, 12 décembre 1984
- Yvonne, Feu la mère de madame, Georges Feydeau, mise en scène Stuart Seide, 1er juin 1985
- Éliante, Le Misanthrope, Molière, mise en scène Jean-Pierre Vincent, 1985
- Lisette, Turcaret, Alain-René Lesage, mise en scène Yves Gasc, 17 janvier 1987
- Sœur Constance de Saint-Denis, Les Dialogues des Carmélites, Georges Bernanos, mise en scène Gildas Bourdet, Opéra de Lille, 14 au 28 mai 1988, puis Théâtre de la Porte-Saint-Martin
- Hortense, Le Legs, Marivaux, mise en scène Jacques Rosny, 23 avril 1988
- Suzanne, Le Mariage de Figaro, Beaumarchais, mise en scène Antoine Vitez, avril 1989
- Phébé, Comme il vous plaira, William Shakespeare - Raymond Lepoutre, mise en scène Lluís Pasqual (es), 15 décembre 1989
- Mrs. Foresight, Amour pour amour, William Congreve, mise en scène André Steiger, 1989
- Hannah Jelker, La Nuit de l'iguane, Tennessee Williams, mise en scène Brigitte Jaques, Théâtre des Quartiers d'Ivry, 2 avril 1991
- la Baronne, Bal masqué, Mikhaïl Lermontov, mise en scène Anatoli Vassiliev, 23 mai 1992
- la Comtesse, La Fausse Suivante, Marivaux, mise en scène Jacques Lassalle, 1993
- Virginie, Le Faiseur, Honoré de Balzac, mise en scène Jean-Paul Roussillon, 3 juin 1993 (en alternance)
- Lin-Huai, Aujourd'hui ou les Coréens, Michel Vinaver, mise en scène Christian Schiaretti, Théâtre du Vieux-Colombier, 5 octobre 1993
- la Psychanalyste, La Glycine, Serge Rezvani, mise en scène Jean Lacornerie, Théâtre du Vieux-Colombier, 3 mai 1994
- Anna Akimovna, Neiges, Nicolas Bréhal, mise en scène Charles Tordjman, Théâtre du Vieux-Colombier, 19 octobre 1995
- la Baronne, La Vie parisienne, Jacques Offenbach, Henri Meilhac et Ludovic Halévy, mise en scène Daniel Mesguich, 8 février 1997
- Lizavetta Bogdanovna, Un mois à la campagne, Ivan Tourgueniev, mise en scène Andreï Smirnoff, 26 avril 1997
- Iris, La Tempête, William Shakespeare - Daniel Mesguich, mise en scène Daniel Mesguich, 7 février 1998
- Cérès, La Tempête, William Shakespeare - Daniel Mesguich, mise en scène Daniel Mesguich, 7 février 1998
- Junon, La Tempête, William Shakespeare - Daniel Mesguich, mise en scène Daniel Mesguich, 7 février 1998
- Bélise, Les Femmes savantes, Molière, mise en scène Simon Eine, mai 1998
- Madame Sissé, Le Glossaire, Max Rouquette, mise en scène Vincent Boussard, Studio-Théâtre, 9 novembre 1998
- La Gouvernante, Le Mal court, Jacques Audiberti, mise en scène Andrzej Seweryn, Théâtre du Vieux-Colombier, 19 septembre au 29 octobre 2000
- Madame Pinchard, Le Dindon, Georges Feydeau, mise en scène Lukas Hemleb, 16 novembre 2002
- la duchesse d'Albuquerque, Ruy Blas, Victor Hugo, mise en scène Brigitte Jaques, 11 décembre 2002
- une duègne, Ruy Blas, Victor Hugo, mise en scène Brigitte Jaques, 11 décembre 2002
- Tante José, Papa doit manger, Marie NDiaye, mise en scène André Engel, 22 février 2003
- la Sagesse, Le Grand Théâtre du monde, Pedro Calderón de la Barca, mise en scène Christian Schiaretti, 13 mars 2004
- la Mémoire, Le Procès en séparation de l'âme et du corps, Pedro Calderón de la Barca, mise en scène Christian Schiaretti, 13 mars 2004
- Colette-narratrice, Feu le music-hall, Colette, mise en scène Karine Saporta, Théâtre du Vieux-Colombier, 22 septembre 2004
- le chœur, Les Bacchantes, Euripide - Jean & Mayotte Bollack, mise en scène André Wilms, 12 février 2005 ; reprise 1er décembre 2005
- Leonor, Le Cid, Pierre Corneille, mise en scène Brigitte Jaques-Wajeman, 29 octobre 2005
- La figure pauvre, L'Espace furieux, Valère Novarina, mise en scène Valère Novarina, 21 janvier 2006
- Constance, Pedro et le commandeur, Félix Lope de Vega, mise en scène Omar Porras, 2 décembre 2006
- Nazarovna, Sur la grand-route, Anton Tchekhov, mise en scène Guillaume Gallienne, Studio-Théâtre, 1er février 2007
- F, Pour un oui, pour un non, Nathalie Sarraute, mise en scène Léonie Simaga, Studio-Théâtre, 19 avril 2007
- Lizzie Berril, La Fin du commencement, Seán O'Casey, mise en scène Célie Pauthe, 6 décembre 2007
- La Huppe, Les Oiseaux d'Aristophane, mise en scène Alfredo Arias, 10 avril 2010
- 36 chandelles dans la maison de Molière, mise en scène Serge Sarkissian, juin-juillet 2023

### Hors Comédie-Française
- 1991 : Les Poupées de Martin Provost, mise en scène de l'auteur, Festival d'Avignon
- 1994 : Chronique des malandrins de Tomoyoshi Murayama, lecture Festival d'Avignon dans le cadre de Programme Japon
- 1994 : Les Deux Filles de Monsieur Sawa de Kunio Kishida, lecture Festival d'Avignon dans le cadre de Programme Japon
- 1994 : Le Nid des lucioles de Tetsu Yamazaki, lecture Festival d'Avignon dans le cadre de Programme Japon
- 1994 : Le Crime de la baie d'Atami de Kôhei Tsuka, lecture Festival d'Avignon dans le cadre de Programme Japon
- 1994 : Angels in America de Tony Kushner, mise en scène Brigitte Jaques, création Festival d'Avignon
- 2008 : À la maison d'Alain Lahaye, mise en scène de l'auteur
- 2008 : Deux Petites Dames vers le Nord de Pierre Notte, mise en scène de Patrice Kerbrat, avec Christine Murillo, Pépinière Opéra
- 2008 : Le Suicidé de Nikolaï Erdman, mise en scène Volodia Serre, Théâtre 13
- 2009 : Dans la jungle des villes de Bertolt Brecht, mise en scène Clément Poirée, Théâtre de la Tempête
- 2010 : Deux Petites Dames vers le Nord de Pierre Notte, mise en scène de Patrice Kerbrat
- 2010 : La Route vers la Mecque de Athol Fugard, mise en scène Jean-Marc Eder, Théâtre de la Manufacture
- 2010 : Notre cher Anton, autour de Tchekhov et de ses amis, lecture avec Guillaume Gallienne, Théâtre Jean Vilar Suresnes
- 2011 : Hamlet de William Shakespeare, mise en scène Jean-Luc Revol, Fêtes Nocturnes de Grignan
- 2011 : À la maison d'Alain Lahaye, mise en scène de l'auteur, Aktéon Théâtre
- 2013 : La Folle de Chaillot de Jean Giraudoux, mise en scène Didier Long, Comédie des Champs-Élysées
- 2014 : Dramuscules de Thomas Bernhard, mise en scène Catherine Hiegel, Théâtre de Poche Montparnasse
- 2016 : Mange ! de Bénédicte Fossey et Eric Romand, mise en scène Pierre Cassignard, Théâtre Tête d'Or
- 2017 : La Reine de beauté de Leenane de Martin McDonagh, mise en scène Sophie Parel, Festival d'Avignon off
- 2020 : La Maison de Bernarda Alba de Federico García Lorca, mise en scène de Yves Beaunesne, tournée
- 2022 : Les Chaises d'Eugène Ionesco, mise en scène Stéphanie Tesson, théâtre de Poche Montparnasse
- 2025 : Cyrano de Bergerac d'Edmond Rostand, mise en scène Anne Kessler, théâtre Antoine - Simone-Berriau
- Elle aura aussi la générosité de prêter sa voix à la Cinéscénie du Puy du Fou à ses débuts.

## Filmographie

### Cinéma
- 1980 : Les Séducteurs (partie La Méthode française d'Édouard Molinaro) : Christine
- 1984 : Une fille à aimer (Just the Way You Are) d'Édouard Molinaro : Nicole Schallon
- 1989 : Romuald et Juliette de Coline Serreau : Françoise Blindet
- 2001 : Quand on sera grand de Renaud Cohen : Lilianne
- 2003 : Les Corps impatients de Xavier Giannoli : la mère
- 2004 : Vert paradis d'Emmanuel Bourdieu : la mère de Simon
- 2004 : Pour le plaisir de Dominique Deruddere : la dame patronesse
- 2004 : Mensonges et trahisons et plus si affinités... de Laurent Tirard : la directrice littéraire
- 2005 : Le Promeneur du Champ-de-Mars de Robert Guédiguian : Mado
- 2005 : Avant l'oubli d'Augustin Burger : la mère de Jeanne
- 2008 : Coco de Gad Elmaleh : Madame le Ministre
- 2011 : Omar m’a tuer de Roschdy Zem : Hélène Carrère d'Encausse
- 2013 : Les Garçons et Guillaume, à table ! de Guillaume Gallienne : la pédopsychiatre
- 2017 : Maryline de Guillaume Gallienne : la dame au doigt levé
- 2020 : So long, Paris! (court métrage) de Charles Dudoignon-Valade : la dame sans âge
- 2023 : Les Mystérieuses Aventures de Claude Conseil (court métrage) de Marie-Lola Terver et Paul Jousselin : Madame Claude Conseil

### Télévision
- 1967 : Au théâtre ce soir : De passage à Paris de Michel André, mise en scène Jacques-Henri Duval, réalisation Pierre Sabbagh, Théâtre Marigny
- 1970 : Au théâtre ce soir : C'est malin de Fulbert Janin, mise en scène Jacques Fabbri, réalisation Pierre Sabbagh, Théâtre Marigny
- 1970 : Au théâtre ce soir : Un fil à la patte de Georges Feydeau, mise en scène Jacques Charon, réalisation Pierre Sabbagh, Théâtre Marigny (spectacle de la Comédie-Française)
- 1971 : Au théâtre ce soir : Bienheureuse Anaïs de Marc-Gilbert Sauvajon, mise en scène Jacques-Henri Duval, réalisation Pierre Sabbagh, Théâtre Marigny
- 1971 : Au théâtre ce soir : Tapage nocturne de Marc-Gilbert Sauvajon, mise en scène Jacques-Henri Duval, réalisation Pierre Sabbagh, Théâtre Marigny
- 1972 : Électre de Jean Giraudoux, réalisation Pierre Dux (Comédie-Française)
- 1973 : Les Nouvelles Aventures de Vidocq, épisode "L'Épingle noire" de Marcel Bluwal : Sophie
- 1974 : Au théâtre ce soir : Hélène ou la Joie de vivre de André Roussin et Madeleine Gray d'après le roman de John Erskine, mise en scène René Clermont, réalisation Georges Folgoas, Théâtre Édouard-VII
- 1975 : Au théâtre ce soir : Le Sourire de la Joconde d'Aldous Huxley, mise en scène Raymond Gérôme, réalisation Pierre Sabbagh, Théâtre Édouard-VII
- 1975 : Au théâtre ce soir : On croit rêver de Jacques François, mise en scène de l'auteur, réalisation Pierre Sabbagh, théâtre Édouard-VII
- 1977 : Au théâtre ce soir : Caterina de Félicien Marceau, mise en scène René Clermont, réalisation Pierre Sabbagh, Théâtre Marigny
- 1979 : Les Cinq Dernières Minutes épisode Mort à la criée de Claire Jortner : Marie-Paule
- 1979 : Les Cinq Dernières Minutes épisode Chassez le naturel de Claude Loursais
- 1979 : Joséphine ou la Comédie des ambitions de Robert Mazoyer : Caroline Bonaparte
- 1979 : La Nuit et le moment de Nina Companeez
- 1982 : Au théâtre ce soir : Je l'aimais trop de Jean Guitton, mise en scène Michel Roux, réalisation Pierre Sabbagh, Théâtre Marigny
- 1983 : Un adolescent d'autrefois d'André Michel
- 1984 : La Dictée de Jean Cosmos
- 1984 : Au théâtre ce soir : La Vie sentimentale de Louis Velle, mise en scène Maurice Ducasse, réalisation Pierre Sabbagh, Théâtre Marigny
- 1988 : Les Cinq Dernières Minutes épisode Mystère et pommes de pin de Jean-Pierre Desagnat : Pauline Boisron
- 1995 : Julie Lescaut, épisode 5, saison 4 : Double Rousse d'Élisabeth Rappeneau - Tania Janin
- 2001 : Joséphine, ange gardien, saison 6, épisode 2 : Andrée
- 2001 : Un cœur oublié de Philippe Monnier Madame de Montigny
- 2006 : Greco, Saison 1 épisode 5 "Mon assassin", de Philippe Setbon Christine Sartie
- 2007 : PJ, Saison 11 épisode 10 "Service funèbre", de Claire de La Rochefoucauld Adèle Contenet
- 2007 : Boulevard du palais, Saison 9 épisode 5 "La Geôle", de Christian Bonnet Marie Pessoa
- 2009 : PJ, Saison 13 épisode 10 "Le flag", de Pascal Heylbroeck Mme Galice
- 2019 : L'Effondrement (série Canal+)

#### Documentaire
- Catherine Salviat, un moment de grâce, de Marie Viloin, 2019, 26 min, France 2.

## Doublage

### Cinéma

#### Films
- 2018 : Jurassic World: Fallen Kingdom : Iris Carroll (Geraldine Chaplin)

## Livres-audio
- Correspondance avec sa mère, de Marcel Proust, avec la participation de Guillaume Gallienne, Éditions Thélème, Paris, 2006.

## Distinctions

### Récompenses
- 1988 : Molière de la meilleure comédienne dans un second rôle pour Dialogues des Carmélites de Georges Bernanos (rôle de Sœur Constance de Saint-Denis)
- 1984 : Grégory Chmara, pour Les Séducteurs d'Édouard Molinaro

### Décorations
- Chevalier de l'ordre national du Mérite
- Chevalier de l'ordre des Arts et des Lettres